# Eric Wilson (Autor)
Eric Hamilton Wilson (* 24. November 1940 in Ottawa, Ontario) ist ein kanadischer Autor von Kinderliteratur. Seine Kriminalromane folgen den Abenteuern zweier junger Detektive in Kanada: Tom und Liz Austen. Wilson hat an Grund- und weiterführenden Schulen in White Rock (British Columbia) unterrichtet. Außerdem erhielt er einen B.A. der University of British Columbia. 
Im Jahr 1990 gewann er den Arthur Ellis Award.

## Die Geheimnisse vonTom und Liz Austen
Wilson schrieb die ersten Bücher aufgrund seiner Erfahrungen an jener öffentlichen Schule, an welcher er als Lehrer arbeitete. Frustriert durch das Desinteresse seiner Schüler, welche ihre Lehrbücher als langweilig bezeichneten, beschloss Wilson, selbst Erzählungen zu schreiben. Die ersten fünf Kurzgeschichten wurden von seinen Schülern geliebt, von Verlagen jedoch abgelehnt.
Danach entwickelte Wilson seinen eigenen Schreibstil. Typisch für diesen waren ein besonders packender Einstieg und zahlreiche Cliffhanger am Ende der Geschichte. Wilsons Erzählungen enthalten Ähnlichkeiten mit den Abenteuern der Hardy Boys und zum Teil mit jenen der britischen Schriftstellerin Agatha Christie.
Die Handlungen der Bücher Eric Wilsons spielen zumeist vor typisch kanadischem Hintergrund und thematisieren gesellschaftliche Themen wie Umweltschutz, die Sicherheit von Kindern und Drogenmissbrauch. Einige Rezensenten kritisierten seine Bücher wegen ihrer Dialoge. 
Wilson wohnt derzeit in British Columbia.